# Sesieutes
Genre
Sesieutes est un genre d'araignées aranéomorphes de la famille des Liocranidae.

## Distribution
Les espèces de ce genre se rencontrent en Asie du Sud-Est et en Chine au Yunnan.

## Liste des espèces
Selon World Spider Catalog (version 17.5, 03/10/2016) :
- Sesieutes aberrans Dankittipakul & Deeleman-Reinhold, 2013
- Sesieutes abruptus Dankittipakul & Deeleman-Reinhold, 2013
- Sesieutes apiculatus Dankittipakul & Deeleman-Reinhold, 2013
- Sesieutes bifidus Dankittipakul & Deeleman-Reinhold, 2013
- Sesieutes borneensis Deeleman-Reinhold, 2001
- Sesieutes bulbosus Deeleman-Reinhold, 2001
- Sesieutes emancipatus Deeleman-Reinhold, 2001
- Sesieutes longyangensis Zhao & Peng, 2013
- Sesieutes lucens Simon, 1897
- Sesieutes minor Deeleman-Reinhold, 2001
- Sesieutes minuatus Dankittipakul & Deeleman-Reinhold, 2013
- Sesieutes nitens Deeleman-Reinhold, 2001
- Sesieutes scrobiculatus Deeleman-Reinhold, 2001

## Publication originale
- Simon, 1897 : Histoire naturelle des araignées. Paris, vol. 2, p. 1-192 (texte intégral).